# 폭로 (1994년 영화)
《폭로》(영어: Disclosure)는 1994년 개봉한 미국의 에로 스릴러 영화이다. 배리 레빈슨이 연출하였으며, 마이클 크라이턴이 쓴 동명 소설을 영화화하였다. 마이클 더글러스, 더미 무어, 도널드 서덜랜드 등이 출연하였다.

## 출연
- 마이클 더글러스 - 톰 샌더스 역
- 더미 무어 - 메러디스 존슨 역
- 도널드 서덜랜드 - 밥 가빈 역
- 캐럴라인 구돌 - 수전 샌더스 역
- 데니스 밀러 - 마크 루인 역
- 로마 마피아 - 캐서린 앨버레즈 역
- 딜런 베이커 - 필립 블랙번 역
- 로즈메리 포사이스 - 스테퍼니 캐플런 역
- 니컬러스 새들러 - 돈 체리 역
- 재클린 김 - 신디 창 역
- 도널 로그 - 챈스 기어 역
- 앨런 리치 - 벤 헬러 역

## 기타 제작진
- 공동 제작: 앤드루 월드

## 우리말 녹음
| KBS 성우진 (1997년 10월 11일) - 신성호 - 톰 샌더스(마이클 더글러스) - 송도영 - 메러디스 존슨(더미 무어) - 최흘 - 밥 가빈(도널드 서덜랜드) - 강희선 - 수전 샌더스(캐럴라인 구돌) - 김수경 - 신디 창(재클린 김) - 김민규 - 정민희 - 김정희 - 최수민 - 김정호 - 윤기황 - 김민석 - 성완경 - 오인성 | SBS 성우진 (2007년 12월 16일) - 박일 - 톰 샌더스(마이클 더글러스) - 윤소라 - 메러디스 존슨(더미 무어) - 이봉준 - 밥 가빈(도널드 서덜랜드) - 문선희 - 수전 샌더스(캐럴라인 구돌) - 김규식 - 벤 헬러(앨런 리치) - 이영주 - 스테퍼니 캐플런(로즈메리 포사이스) - 최성우 - 캐서린 앨버레즈(로마 마피아) - 황윤걸 - 마크 루인(데니스 밀러) - 윤복성 - 스티븐 체이스(마이클 치포) - 이용순 - 신디 창(재클린 김) - 양석정 - 필립 블랙번(딜런 베이커) - 박찬희 - 돈 체리(니컬러스 새들러) |  |